# 辻峰男
辻 峰男（つじ みねお、1965年 - ）は、日本の会計学者。大阪公立大学商学部 公共経営学科、大学院経営学研究科 グローバルビジネス専攻 教授。専門は財務会計。
滋賀大学経済学部、神戸大学博士（経営学）。

## 略歴
- 1965年 - 石川県金沢市
- 1989年 - 滋賀大学経済学部経済学科卒業
- 1996年 - 神戸大学経営学研究科博士後期課程修了
- 1996年 - 関東学園大学経済学部講師
- 1998年 - 京都学園大学経営学部講師
- 2000年 - 京都学園大学経営学部助教授
- 2001年 - 大阪府立大学経済学部助教授
- 2005年 - 大阪府立大学経済学部（現代システム科学域）、経済学研究科教授

## 著書

### 単著
- 『オフバランス会計の国際比較』（白桃書房，1997年）

### 共著
- 『企業価値評価とブランド』（風間健，大津正和，辻幸恵　白桃書房，2002年）
- 『新しい企業会計制度 六訂版』（平野嘉秋，秋坂朝則，濱本明，大藪卓也，三浦昭彦　大蔵財務協会，2009年）